# 임영진 (프로듀서)
임영진은 대한민국의 프로듀서이자 제작자이다. 2009년부터 드라마 tvn 식샤를 합시다, kbs 스파이, tvn 패밀리, kbs 개소리, netflix 종말의 바보등 방송과 영화에서 다양한 활동을 하고 있다.